# Geria indistincta
Geria indistincta är en fjärilsart som beskrevs av Walker 1865. Geria indistincta ingår i släktet Geria och familjen nattflyn. Inga underarter finns listade i Catalogue of Life.